# Aphanistes thoracicus
Aphanistes thoracicus är en stekelart som först beskrevs av Carl Gustav Alexander Brischke 1880.  Aphanistes thoracicus ingår i släktet Aphanistes och familjen brokparasitsteklar. Inga underarter finns listade i Catalogue of Life.